# Identité judiciaire (film)
Pour les articles homonymes, voir Identité judiciaire.
Pour plus de détails, voir Fiche technique et Distribution.
Identité judiciaire est un film français réalisé par Hervé Bromberger et sorti en 1951.

## Synopsis
Plusieurs femmes sont assassinées par un sadique qui les a, au préalable, endormies au curare. Aidé de son adjoint Paulan, le commissaire Basquier enquête. Après que plusieurs pistes n'aient mené à rien, le coupable sera enfin découvert grâce aux techniques scientifiques de la police.
Il est à noter que ce film est directement à l'origine de la fameuse série policière télévisée (1958-1972) Les Cinq Dernières Minutes avec Raymond Souplex dans le rôle de l'inspecteur Bourrel.

## Fiche technique
- Titre : Identité judiciaire
- Réalisation : Hervé Bromberger, assisté de Robert Topart
- Scénario et adaptation : Jacques Rémy
- Dialogue : Henri Jeanson
- Découpage : Jacques Berland
- Scripte-girl : Denise Gaillard
- Directeur de la photographie : Jacques Mercanton
- Opérateur : René Ribault, assisté de Wladimir Ivanoff et Clément
- Musique : Paul Misraki (Editions musicales Impéria)
- Décors : Eugène Delfau, assisté de Claude Foucher et Jacques Villet
- Accessoiristes : Raymond Lemarchand, Maurice Veillard
- Montage : Roger Dwyre, assisté de Françoise Javet
- Découpage : Jacques Berland
- Son : Paul Boistelle, assisté d'Alain Philippe et René Moreau
- Maquillage : Boris de Fast
- Éliane Monceau est habillée  par Pierre Balmain
- Photographe de plateau : Raymond Bègue
- Régisseur général : Louis Théron / régisseur : André Baud
- Régisseur d'extérieurs : Louis Germain
- Tournage du 26 octobre 1950 au 19 janvier 1951, dans les studios de Boulogne et en extérieurs à Paris (36, quai des Orfèvres), Pigalle, au Bois de Vincennes, à Paris-Gare-de-Lyon et Aubervilliers
- Société de production : Merry Films
- Directeur de production : André Deroual
- Secrétaire de production : Paulette Baudrillart
- Producteur exécutif : Raoul Lévy
- Sociétés de distribution : Astoria Films et en 16mm : Héraut Films
- Format : Noir et blanc - 1,37:1 - 35 mm - Son mono
- Genre : Film policier
- Durée : 90 min, aux États-Unis : 90 min
- Date de sortie : 
  - France : 18 avril 1951
- Visa d'exploitation : 11015

## Distribution
- Raymond Souplex : le commissaire Basquier
- Robert Berri : l'inspecteur Paulhan
- Luc Barney : l'inspecteur Mauduit
- Jean Debucourt : Maître Max Berthet, avocat
- Renaud Mary : Maurice Petrosino, un suspect
- Marthe Mercadier : Rose Muchet, une prostituée
- Éliane Monceau : Mme de Sannois, une toxicomane
- Dora Doll : Dora Bourbon, propriétaire d'un bar à Pigalle
- Danielle Godet : Madeleine, la secrétaire du commissaire Basquier
- Nicole Cézanne : Denise Prévost, la jeune fugueuse
- Georges Sellier : M. Prévost, le père de la jeune disparue
- Colette Régis : Mme Prévost, la mère de la jeune disparue
- Jean-Paul Moulinot : l'inspecteur qui prend la déposition des Prévost
- André Carnège : le directeur de la P.J.
- Camille Guérini : le commissaire Husson de la Mondaine
- René-Jean Chauffard : M. Binet, le chimiste de la P.J.
- Raoul Marco : le docteur Martin, médecin légiste
- Maurice Chevit : l'interne en médecine légale qui aime la pêche
- Jo Davray : un interne en médecine légale
- Michel Salina : un interne en médecine légale
- Charles Vissières : "Grand-père", l'expert en graphologie
- Odette Barencey : la concierge de la P.J. chargée des fouilles corporelles
- Dominique Davray : une prostituée qui se fait fouiller
- Max Révol : Gégène, le voleur sous les verrous
- André Darnay : le juge d'instruction
- Louis Bugette : un inspecteur qui se fait engueuler par le patron
- Jacky Blanchot : un inspecteur qui amène un prisonnier
- Jacques Courtin : un inspecteur
- Jean-François Calvé : le secrétaire de maître Berthet
- Jacques Harden : un employé de l'identité judiciaire
- Pierre Ferval : le serveur qui repère la jeune fugueuse
- Gabriel Gobin : un ouvrier qui court après la jeune fugueuse
- Robert Balpo : le cafetier
- Léon Larive : un client
- Géo Forster : Jean, l'employé du salon de coiffure
- Pierre Réal
- Gérard Buhr
- René Le Brun
- Jean Brunel
- Richard Flagey
- Georges Montant
- Max Tréjean
- Célia Cortez
- Micheline Rolla
- Evelyne Nattier
- André Wasley
- Louis Lalanne

## Distinctions
Le film a été présenté en sélection officielle au Festival de Cannes 1951.